# Aaron ben Joseph de Constantinople
Pour les articles homonymes, voir Aaron.
Aaron ben Joseph de Constantinople (hébreu : אהרון בן יוסף הרופא Aaron ben Yossef Harofè), dit Aaron Harishon (« Aaron le Premier » ou « l’Ancien ») est un sage karaïte du XIIIe siècle (Sulchat, Crimée, 1260 - Constantinople, 1320). 
Médecin, éducateur, philosophe, grammairien et poète liturgique, il est l’un des maîtres éminents du karaïsme, un mouvement juif basé sur la seule Bible hébraïque et traditionnellement opposé au judaïsme rabbinique. Aaron ben Joseph a toutefois participé à la régénération de ce mouvement en y intégrant certains éléments du judaïsme rabbinique.

## Éléments biographiques
À l'âge de dix-neuf ans seulement, il a déjà atteint une telle maîtrise de la théologie de son temps, qu'il est élu comme dirigeant spirituel de la communauté karaïte de sa ville natale. C'est en cette qualité qu'il engage une disputations publique avec des rabbins et érudits rabbanites au sujet de la détermination correcte du moment de la néoménie.
Il voyage ensuite dans de nombreux pays, étudiant avec zèle les travaux de Rachi, Abraham ibn Ezra, Moïse Maïmonide, et Moïse Nahmanide, dont il aurait entendu les cours lorsque celui-ci les dispensait à Akko. Le résultat de ses investigations paraît en 1294, alors qu'il s'est établi comme médecin à Constantinople, sous la forme du Sefer haMivhar veTov haMis'har, qui fera sa réputation.

## Œuvres

### Exégèse

#### Sefer haMiv'har veTov haMis'har
Aaron ben Joseph est principalement connu pour ses commentaires bibliques, en particulier celui sur le Pentateuque, intitulé le Sefer haMiv'har veTov haMis'har.
Le Mivhar, s'il cite l'opinion de nombreux auteurs karaïtes et demeure fidèle à l'esprit karaïte de recherche indépendante sans accepter l'argument d'autorité, se distingue par son désir d'arriver à « la vérité sans biais ni préjugé, et sans esprit partisan » qui conduit l'auteur à accepter les résultats de ses investigations, quand bien même ils contrediraient les enseignements et traditions karaïtes. Aaron ben Joseph en arrive de fait à accepter virtuellement le principe de tradition, et ne la rejette que lorsqu'elle entre en conflit avec la Lettre. Il montre des influences rabbanites notables, allant jusqu'à adopter le style sobre, concis et souvent obscur ainsi que la méthode critique d'Abraham ibn Ezra. 
Cependant, et en dépit de ses nombreuses concessions au judaïsme rabbinique, le Mivhar a été adopté par les maîtres karaïtes des générations ultérieures comme source d'instruction en matière d'exégèse, de philosophie religieuse et de théologie pratique, c'est-à-dire d'observance de la Loi. 
À l'instar d'Ibn Ezra, Aaron ne présente pas sa théologie d'un manière systématique ni cohérente, mais au détour de notes parsemés dans le commentaire. Contrairement à Ibn Ezra, il évite de faire référence aux « secrets de la Torah, » et insiste au contraire sur le peshat (sens simple du texte) ou son éventuelle signification figurative, en se basant pour ce dernier point sur le commentaire de Nahmanide. 
Comme Juda Hadassi et Maïmonide, il accentue la spiritualité de Dieu, mais se démarque d'eux en affirmant que certains attributs divins sont inséparables de Son essence, mais qu'ils devraient être compris comme une façon de parler. Il se penche particulièrement sur la volonté de Dieu, par laquelle le monde a été créé, et par laquelle les corps célestes sont mus et gouvernés. Les anges sont pour lui des intelligences émanant de l'intellect divin et non des créatures ; quant à l'existence des démons, il la rejette comme une absurdité. Les mots « Faisons l'homme selon notre image, à notre ressemblance » indiquent selon lui qu'il y a eu une collaboration du spirituel et du sensible dans la création et l'évolution de l'homme ; et lorsque Dieu est décrit comme donnant leurs noms aux êtres et choses, il faut comprendre qu'il engage Adam à le faire. 
Il est cependant opposé au rationalisme qui réduit les miracles à des phénomènes naturels. Il explique la prophétie comme un phénomène psychologique plutôt que physique : l'œil ou l'oreille « intérieurs » perçoivent l'objet de la prophétie dans une vision ou un rêve ; il est également possible que la vérité, se situant à un niveau plus élevé, soit communiquée par l'intuition. Seul Moïse a reçu une révélation divine claire et directe, sans la moindre vision obscurcissant l'esprit. Quant à Abraham, auquel fut ordonné de sacrifier son fils, il s'agit, selon Aaron, d'une simple vision. 
Aaron est un farouche défenseur du libre-arbitre de l'homme, et s'oppose emphatiquement au déterminisme des astres professé par Ibn Ezra et d'autres. Pour lui, même l'endurcissement du cœur du Pharaon, qui est le fait de Dieu, ne contredit pas ce principe.
Aaron déclare, en accord avec les Rabbanites, et à l'encontre de ses prédécesseurs que la plus importante des prescriptions bibliques est le premier du Décalogue, la connaissance de Dieu, car à elle seule, cette prescription entraîne à l'observance de toutes les autres leur valeur et le fait que la vie doit y être consacrée. Souvent, dans son analyse de la Loi ou de son esprit, notamment dans le cas de la loi du talion, il rejoint les Rabbanites. 
Sa conception de l'âme humaine est particulière, et probablement influencée par sa formation médicale : il la rattache d'une part à ses différentes fonctions dépendantes du cerveau, du sang, et de la moëlle mais professe d'autre part l'indépendance totale de l'esprit immortel. Ses conceptions physiologiques ne s'harmonisent donc pas avec ses doctrines théologiques.
Le Mivhar, dont il existe des manuscrits à Leyde, Londres, Paris et ailleurs, a été publié avec un supercommentaire de Joseph Salomon ben Moshe Yeroushalmi (Koslov, 1835). D'autres commentaires ont été réalisés par Eliya ben Yehouda Tishbi, Samuel ben Joseph Kalai et Mordekhaï ben Nissan Luzki.

#### Autres
Aaron a également composé des commentaires courts sur les Premiers Prophètes, sur les Derniers Prophètes (dont seul celui sur le Livre d'Isaïe a été préservé), et sur les Ketouvim, mentionnant son commentaire sur Job dans le Mivhar. Un commentaire sur le Livre des Psaumes n'a été que partiellement conservé.
Son commentaire sur les Premiers Prophètes et Isaïe (chap. 1 - 59), a été édité sous le titre de Mivhar Yesharim par Abraham Firkovich, qui a complété son commentaire sur Isaïe (Koslov, 1835) ; de meilleurs manuscrits se trouvent à Leyde. Le commentaire sur les Psaumes se trouve également à Leyde, sous forme manuscrite et fragmentaire.

### Seder Tefillot
Aaron ben Joseph a également compilé un Seder Tefillot (Ordre de prières) qui eut pour les Karaïtes des résultats plus durables encore que son commentaire, la plupart des congrégations karaïtes en ayant fait leur livre de prières standard. C'est probablement ce livre qui lui a valu l'épithète de hakadosh (le saint). 
Aaron a enrichi le rituel karaïte, principalement constitué de passages bibliques (en particulier des Psaumes), en y incorporant non seulement ses propres compositions, mais aussi des hymnes de poètes rabbanites, comme Salomon ibn Gabirol, Juda Halevi, Moshe ibn Ezra, Abraham ibn Ezra et d'autres. 
Il a également composé un poème didactique, présentant le contenu et enseignement spirituel de chaque section hebdomadaire de lecture de la Torah sous forme de rimes brèves. 
Le Seder Tefillot a été imprimé une première fois à Venise par Daniel Bomberg en 1525-29, puis à Kale, en 1734 et 1805, et à Koslov, en 1836.

### Kelil Yofi
Aaron ben Joseph a écrit un traité de grammaire critique, intitulé Kelil Yofi (Diadème de Beauté), compilant des travaux antérieurs. Le livre comporte quelques additions de l'auteur, dont un chapitre sur l'exégèse biblique, demeuré inachevé. Le livre a été complété par Isaac Tishbi, et publié à Constantinople, en 1581, puis à Koslov, en 1847. Il s'agissait de la première et seule grammaire hébraïque d'un auteur karaïte publiée jusqu'au XXe siècle.